# Alpii Elvețieni

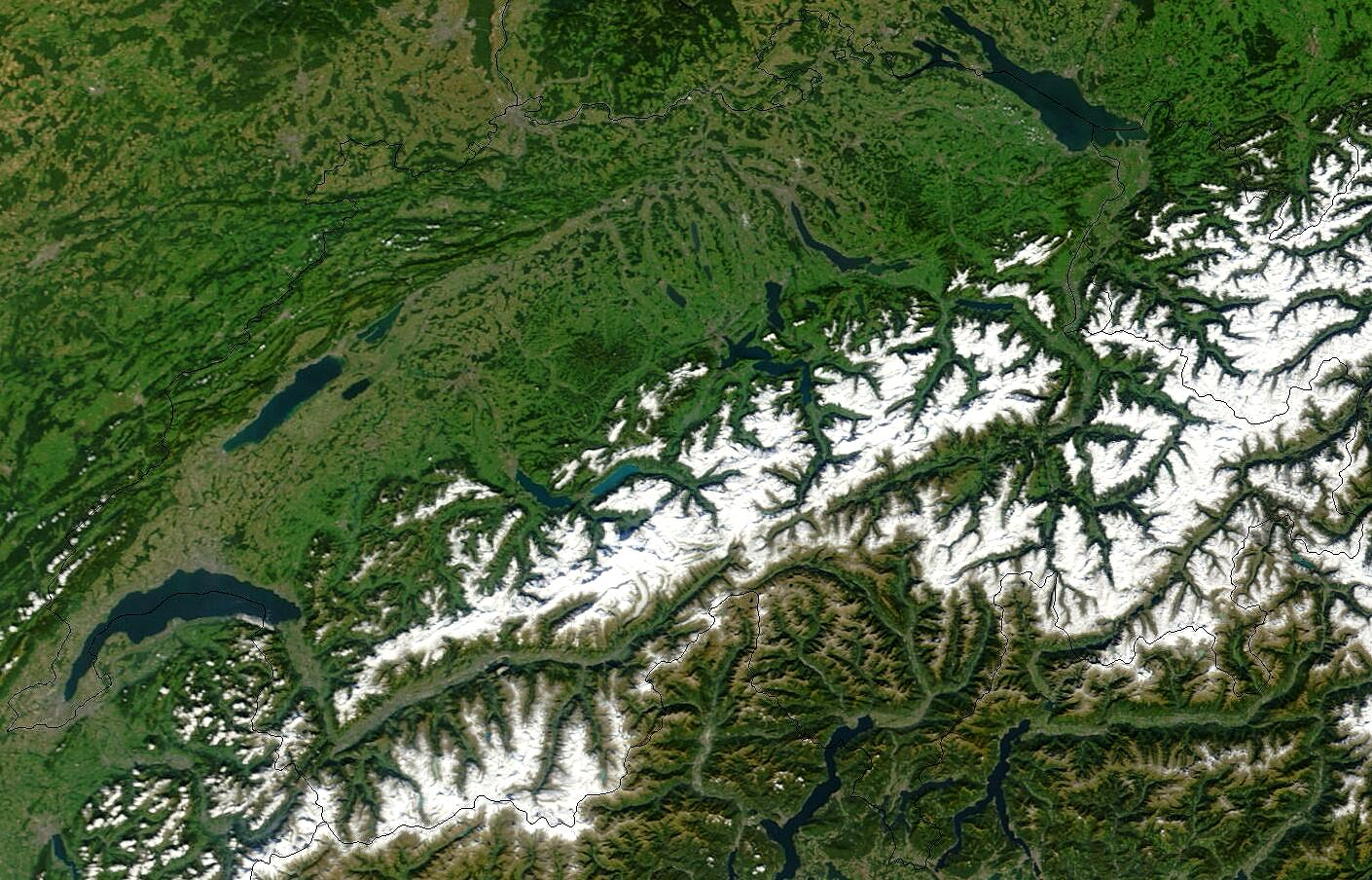
Elveţia imagine din satelit

Alpii elvețieni reprezintă acea porțiune a munților Alpi aflată în interiorul Elveției, cunoscuți și sub denumirea de Alpii Centrali.
În Elveția există 74 de vârfuri muntoase care depășesc 4000 m altitudine, dintre care 55 sunt în Elveția și 19 la granița cu Italia. In Alpii Walliser sunt in număr de 12 piscuri, constituind cei mai înalți munți din Elveția. Vârful cel mai înalt din Walliser și din Elveția este Dufourspitze (4.634 m) din masivul Monte-Rosa. Acești munți cu piscurile lor înzăpezite sunt punctele de atracție principale ale Elveției pentru schiori și turiști din lumea întreagă. Prin amplasarea centrală geografică a Alpilor Waliser, încercuiți fiind de Masivul Alpilor, regiunea Walliser are o climă mai blândă decât clima munților învecinați din nord și sud.
 Această climă a favorizat zona de pădure, care aici urcă la altitudini mai mari.

## 4000 m altitudine
| - Dufourspitze (Monte Rosa), 4.634 m - Nordend (Monte Rosa), 4.609 m - Zumsteinspitze (Monte Rosa), 4.563 m - Signalkuppe (Monte Rosa), 4.554 m - Dom, 4.545 m - Lyskamm Ostgipfel, 4.527 m - Weisshorn, 4.505 m - Täschhorn, 4.491 m - Lyskamm Westgipfel, 4.479 m - Matterhorn, 4.477 m - Parrotspitze (Monte Rosa), 4.432 m - Dent Blanche, 4.356 m - Ludwigshöhe (Monte Rosa), 4.341 m - Nadelhorn, 4.327 m - Schwarzhorn (Monte Rosa), 4.322 m - Combin de Grafenaire, 4.314 m - Lenzspitze, 4.294 m - Stecknadelhorn (Nadelgrat), 4.241 m - Castor, 4.228 m - Zinalrothorn, 4.221 m | - Hohberghorn (Nadelgrat), 4.219 m - Vincent-Pyramide (Monte Rosa), 4.215 m - Alphubel, 4.206 m - Rimpfischhorn, 4.199 m - Strahlhorn, 4.190 m - Combin de Valsorey, 4.184 m - Dent d'Hérens, 4.171 m - Breithorn Westgipfel, 4.164 m - Breithorn Mittelgipfel, 4.159 m - Bishorn, 4.153 m - Combin de la Tsessette, 4.141 m - Breithorn Ostgipfel, 4.139 m - Breithorn-Zwillinge Ostgipfel, 4.106 m - Pollux, 4.092 m - Breithorn Roccia Nera, 4.075 m - Ober Gabelhorn, 4.063 m - Punta Giordani (Monte Rosa), 4.046 m - Dürrenhorn (Nadelgrat), 4.035 m - Allalinhorn, 4.027 m - Weissmies, 4.023 m - Lagginhorn, 4.010 m |